# 金河娜
金河娜（韓語：김하나，2009年1月7日—），是一名韓國兒童女演員。

## 演出作品

### 電視劇
| 年份 | 電視台 | 劇名         | 角色           | 備註 |
| 2017 | tvN    | 《明天和你》 | 宋瑪琳（童年） |      |

### 電影
| 年份 | 劇名                       | 角色           | 備註     |
| 2016 | 《偵探洪吉童：消失的村莊》 | 金末順         | [ 1 ]    |
| 2017 | 《再審》                   | 小星           |          |
| 2018 | 《那個閃閃發亮的家》       | 姜智英         |          |
| 2018 | 《魔女首部曲：誕生》       | 具姿尹（童年） |          |
| 2021 | 《跳高》                   | 珍珠           | 短篇電影 |

## 外部連結
- 官方網站 （页面存档备份，存于）
- 金河娜的Instagram帳戶
- 金河娜在韩国电影数据库（KMDb）上的資料（韓語）
- 金河娜在HanCinema的頁面（英文）（英文）